# 佤箭竹
佤箭竹（学名：Fargesia sagittatinea）为禾本科箭竹属下的一个种。

## 扩展阅读
- 維基物種上的相關：佤箭竹